# Ruth Jacott
Ruth Jacott (født  2. september 1960) er en nederlandsk sanger, som repræsenterede Nederlandene ved Eurovision Song Contest 1993 med sangen "Vrede". 